# Acalypha californica
Acalypha californica conocida comúnmente como hoja de cobre de California es la única especie de Acalypha nativa de California, donde es más abundante en las colinas del condado de San Diego. Es miembro del ecosistema de chaparral.
La planta tiene hojas peludas, jugosas y dentadas que, a pesar del nombre común de la planta, son de color verde claro, nunca de color cobrizo. Cada flor está formada por una parte estaminada, que aparece como una espiga larga de diminutas brácteas rojas y rosadas, y una parte pistilada en la base de la espiga, que es una copa formada por brácteas verdes que llevan el ovario.